# Teen Challenge
Teen Challenge je nezisková křesťanská evangelikální organizace složená především z bývalých narkomanů, kteří přijali Ježíše jako svého spasitele a vzdali se drog. Jejich cílem je zvěstovat jejich zážitky a bojovat s drogami. Organizaci založil David Wilkerson. Kroku 2025 působila ve 140 zemích světa.
V České republice se Teen Challenge objevila s prvními kontakty s asijskými obdobami roku 1987, ale vzhledem k tehdejšímu socialistickému režimu nebyly podmínky pro vznik křesťanské organizace optimální. Když v České republice nastala demokracie, otevřelo se první středisko v Beskydech s kapacitou 7 klientů.[zdroj?]
Aktuálně (r.2025) v České republice fungují dvě střediska: od roku 2006 v Poštovicích a od roku 1997 ve Šluknově. Celková kapacita přesahuje 30 klientů.[ve zdroji nenalezeno]

## Historie
Teen Challenge bylo založeno v roce 1961 Davidem Wilkersonem, pastorem Assemblies of God, který opustil venkovský kostel v Pensylvánii, aby pracoval na ulici mezi dospívajícími členy gangu a sociálně marginalizovanými lidmi v New Yorku. Je známý autorstvím knihy Dýka a kříž a založením Times Square Church. Teen Challenge zahájilo svůj první rezidenční program v prosinci 1962 v domě v Brooklynu v New Yorku.[zdroj?]